# Еклога (поезія)
Еклога — різновид буколічної поезії, що будується за принципом діалогу між пастухами та пастушками. Як жанрова форма еклога близька до пасторалі, дещо відмінна від ідилії (змальовує переважно побутову сценку, тоді як ідилія спрямована на відтворення внутрішніх переживань автора чи ліричного героя).
В такому значенні еклога використовувалась у драматичних та епічних творах новоєвропейської літератури, писаних будь-яким розміром, на відміну від античної доби, де вимагалося жанрове дотримання гекзаметра. Термін «Еклога» застосовували щодо «Буколік» Вергілія (70— 79 до н. е.), відтоді еклога сприймалася як жанрова форма; до неї зверталися Кальпурній (І ст. н. е.), Немесіан (III ст. н. е.) та ін.
Перша еклога з «Буколік» Вергілія — яскраве свідчення своєрідності еклоги, втіленої у діалозі між Мелібеєм та Тітіром:
О, ти щасливий, мій друже! Майно і твій хутір з тобою, Досить тобі на життя… Твоє поле оброблене добре, Не заболочений луг; ні комиш, ні рогіз не росте там. Не на чужому ти пастимеш вівці, і пошесть ворожа Від незнайомих сусід на ягнята твої не перейде (переклад М. Зерова).